# Hinterburgsee
Hinterburgsee és un llac localitzat en el Cantó de Berna, Suïssa, amb una superfície de 0,05 km².